# Séglien
Séglien település Franciaországban, Morbihan megyében. Lakosainak száma 656 fő (2022. január 1.). Séglien Silfiac, Cléguérec, Malguénac, Guern, Locmalo és Langoëlan községekkel határos.

## Népesség
A település népessége az elmúlt években az alábbi módon változott:
| Lakosok száma | 1115 | 804  | 724  | 714  | 697  | 691  | 669  | 652  | 645  | 656  |
|               | 1968 | 1982 | 1990 | 2006 | 2013 | 2015 | 2017 | 2019 | 2020 | 2022 |